# Allostenoperca pugetensis
Allostenoperca pugetensis är en plattmaskart. Allostenoperca pugetensis ingår i släktet Allostenoperca och familjen Opecoelidae. Inga underarter finns listade i Catalogue of Life.